# 1313 Berna
1313 Berna là một tiểu hành tinh vành đai chính orbiting Sun. Nó được đặt theo tên thành phố thuộc Berne, ở Thụy Sĩ.
A satellite, designated S/2004 (1313) 1, was identified based ngày lightcurve observations 6–ngày 12 tháng 2 năm 2004 bởi René Roy, Stefano Sposetti, Nicolas Waelchli, Donald P. Pray, Nathanaël Berger, Christophe Demeautis, Daniel Matter, Russell I. Durkee, Alain Klotz, Donn R. Starkey, Vincent Cotrez, và Raoul Behrend. This was announced ngày 12 tháng 2 năm 2004 (although the IAUC announcement only came ngày 23 tháng 2 năm 2004). The moon, ước tínhd to be 11 km across, orbits about 35 km from its primary in 1.061±0.005 d.